# Мойола
Мойо̀ла (на италиански и на пиемонтски: Moiola; на окситански: Moujola, Моуйола) е село и община в Северна Италия, провинция Кунео, регион Пиемонт. Разположено е на 689 m надморска височина. Населението на общината е 272 души (към 2010 г.).